# Elezioni generali in Nuova Zelanda del 1993
Le elezioni generali in Nuova Zelanda del 1993 si tennero il 6 novembre per il rinnovo della Camera dei rappresentanti.

## Risultati
| Liste                                   | Voti      | %     | Seggi |
| --------------------------------------- | --------- | ----- | ----- |
| Partito Nazionale della Nuova Zelanda   | 673 892   | 35,05 | 50    |
| Partito Laburista della Nuova Zelanda   | 666 759   | 34,68 | 45    |
| Alleanza                                | 350 064   | 18,21 | 2     |
| New Zealand First                       | 161 481   | 8,40  | 2     |
| Christian Heritage Party of New Zealand | 38 749    | 2,02  | –     |
| McGillicuddy Serious Party              | 11 706    | 0,61  | –     |
| Partito della Legge Naturale            | 6 056     | 0,31  | –     |
| Mana Māori Movement                     | 3 342     | 0,17  | –     |
| Altri                                   | 10 747    | 0,56  | –     |
| Totale                                  | 1 922 796 | 100   | 99    |